# State Parks in Massachusetts

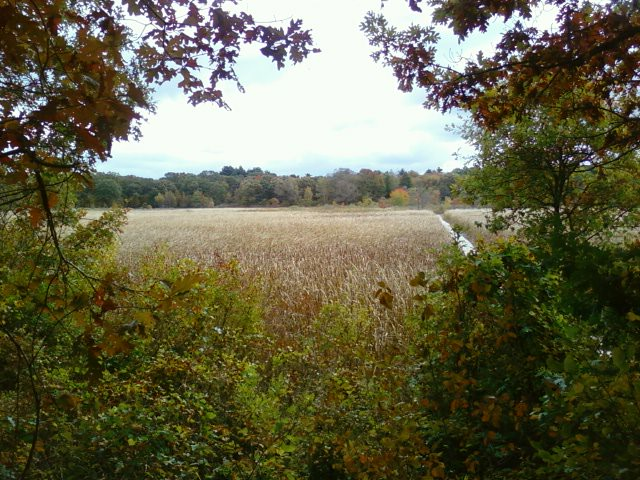
Der Cutler Park

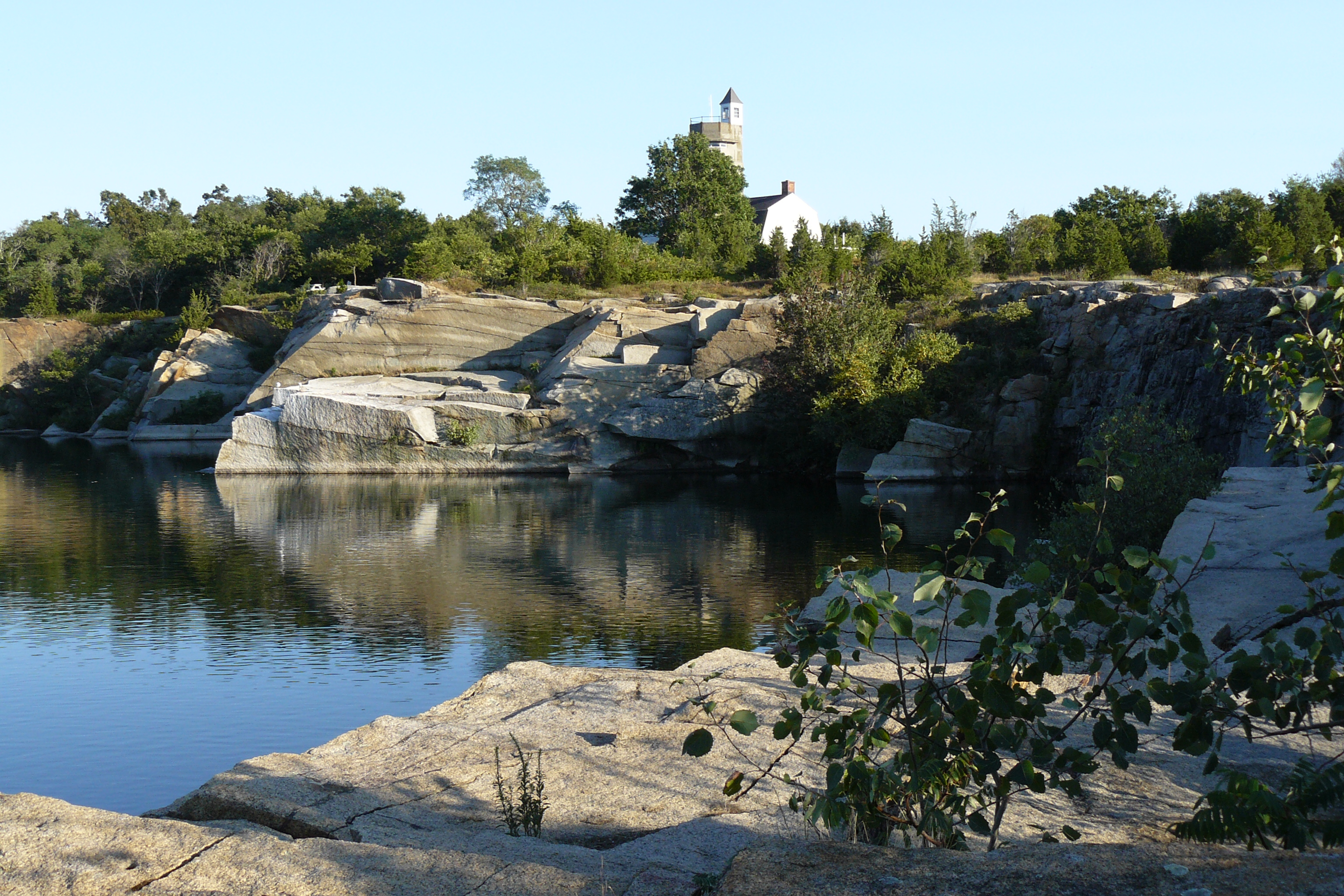
Der Halibut Point State Park

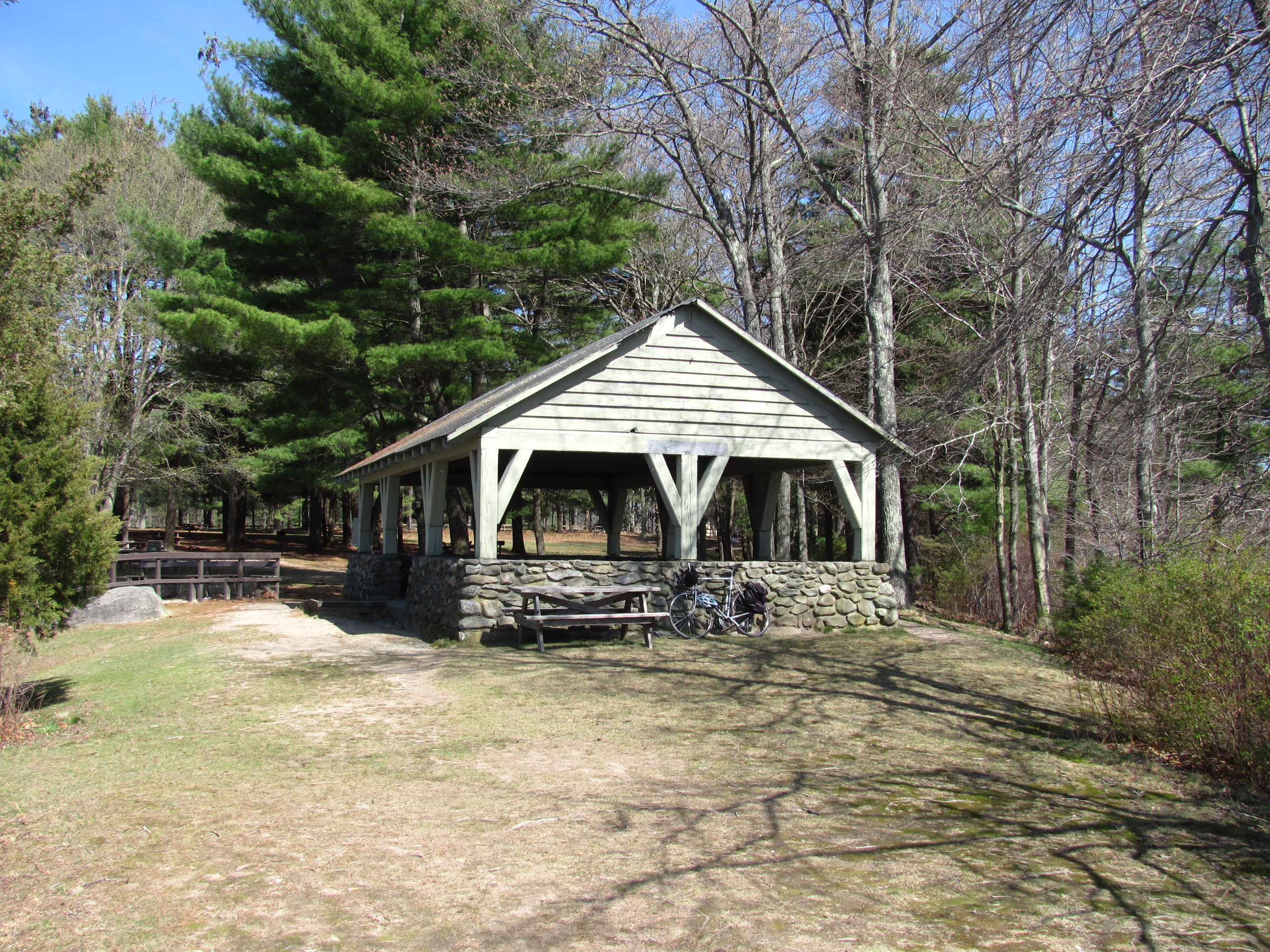
Ein Pavillon im Watson Pond State Park

Dies ist eine Liste der State Parks im US-Bundesstaat Massachusetts. Der Bundesstaat zählt heute 143 State Parks, die von der Division of State Parks and Recreation Department of Conservation and Recreation verwaltet werden.
Die Division of Urban Parks and Recreation verwaltet das Metropolitan Park System of Greater Boston, das ebenfalls Teil der folgenden Auflistung ist.

## Liste

### A
- Alewife Brook Reservation
- Ames Nowell State Park
- Appalachian Trail
- Ashland State Park
- Ashuwillticook Rail Trail

### B
- Bash Bish Falls State Park
- Beartown State Forest
- Beaver Brook Reservation
- Belle Isle Marsh Reservation
- Blackstone River and Canal Heritage State Park
- Blue Hills Reservation
- Borderland State Park
- Boston Harbor Islands State Park
- Bradley Palmer State Park
- Breakheart Reservation
- Brimfield State Forest

### C
- C. M. Gardner State Park
- Callahan State Park
- Cape Cod Rail Trail
- Castle Island (Massachusetts)
- Charles River Reservation
- Chester-Blandford State Forest
- Chestnut Hill Reservation
- Chicopee Memorial State Park
- City Square State Park
- Clarksburg State Park
- Cochituate State Park
- Connecticut River Greenway State Park
- Cutler Park

### D
- D.A.R. State Forest
- Demarest Lloyd State Park
- Dighton Rock State Park
- Dorchester Shores Reservation
- Douglas State Forest
- Dunn State Park

### E
- East Mountain State Forest
- Ellisville Harbor State Park
- Elm Bank Reservation
- Erving State Forest

### F
- F. Gilbert Hills State Forest
- Fall River Heritage State Park
- Federated Women’s Club State Forest
- Fort Phoenix State Reservation
- Fort Revere
- Freetown-Fall River State Forest

### G
- Gardner Heritage State Park
- Georgetown-Rowley State Forest
- Granville State Forest
- Great Brook Farm State Park
- Greycourt State Park

### H
- Halibut Point State Park
- Hammond Pond Reservation
- Hampton Ponds State Park
- Harold Parker State Forest
- Hemlock Gorge Reservation
- Holyoke Heritage State Park
- Hopkinton State Park
- Horseneck Beach State Reservation

### J
- Jug End State Reservation and Wildlife Management Area

### K
- Kenneth Dubuque Memorial State Forest

### L
- Lake Dennison Recreation Area
- Lake Lorraine State Park
- Lake Wyola State Park
- Lawrence Heritage State Park
- Leominster State Forest
- Lowell-Dracut-Tyngsboro State Forest
- Lowell Heritage State Park
- Lower Neponset River Trail
- Lynn Heritage State Park
- Lynn Shore Reservation

### M
- Manuel F. Correllus State Forest
- Massasoit State Park
- Maudslay State Park
- Middlesex Fells Reservation
- Mohawk Trail State Forest
- Monroe State Forest
- Moore State Park
- Mount Everett State Reservation
- Mount Grace State Forest
- Mount Greylock State Reservation
- Mount Holyoke Range State Park
- Mount Sugarloaf State Reservation
- Mount Tom State Reservation
- Mount Washington State Forest
- Myles Standish Monument State Reservation
- Myles Standish State Forest
- Mystic River Reservation

### N
- Nahant Beach Reservation
- Nantasket Beach Reservation
- Nashua River Rail Trail
- Nasketucket Bay State Reservation
- Natural Bridge State Park (Massachusetts)
- Neponset River Reservation
- Nickerson State Park
- Norwottuck Rail Trail

### O
- October Mountain State Forest
- Otter River State Forest

### P
- Pearl Hill State Park
- Pilgrim Memorial State Park
- Pittsfield State Forest
- Pope John Paul II Park Reservation
- Purgatory Chasm State Reservation

### Q
- Quabbin Reservoir
- Quincy Quarries Reservation
- Quincy Shore Reservation
- Quinsigamond State Park

### R
- Revere Beach
- Robinson State Park
- Roxbury Heritage State Park
- Rumney Marsh Reservation
- Rutland State Park

### S
- Salisbury Beach State Reservation
- Sandisfield State Forest
- Sandy Point State Reservation
- Savoy Mountain State Forest
- Scusset Beach State Reservation
- Shawme-Crowell State Forest
- Skinner State Park
- South Cape Beach State Park
- Southwest Corridor Park
- Spencer State Forest
- Squantum Point Park
- Stony Brook Reservation
- Streeter Point Recreation Area
- Sudbury Reservoir

### T
- Tolland State Forest

### U
- Upper Charles River Reservation
- Upton State Forest

### W
- Wachusett Mountain State Reservation
- Wachusett Reservoir
- Wahconah Falls State Park
- Walden Pond State Reservation
- Waquoit Bay National Estuarine Research Reserve
- Ware River Watershed Area
- Watson Pond State Park
- Webb Memorial State Park
- Wells State Park (Massachusetts)
- Wendell State Forest
- Western Gateway Heritage State Park
- Weymouth Back River Reservation
- Whitehall State Park
- Willard Brook State Forest
- Willowdale State Forest
- Wilson Mountain Reservation
- Windsor State Forest
- Wompatuck State Park